# Chris Waddle
Christopher Roland Waddle (Felling, 14 dicembre 1960) è un ex calciatore e allenatore di calcio inglese, di ruolo ala.

## Carriera

### Club

Waddle in azione al Marsiglia nel 1991, nella morsa degli jugoslavi Najdoski e Marović, durante la finale di Coppa dei Campioni.

Ha debuttato nel 1980 nel Newcastle Utd segnano 46 reti in 170 partite e successivamente, nel 1985, passa al Tottenham, giocando quattro campionati e segnando 33 reti in 138 gare.
Nel 1989 si trasferisce in Francia all'Olympique Marsiglia, dove resta per tre anni vincendo tre campionati (1990, 1991 e 1992) e disputando la finale di Coppa dei Campioni 1990-1991 a Bari in cui l'OM è sconfitto ai tiri di rigore dagli jugoslavi della Stella Rossa.
Chiusa l'esperienza marsigliese torna in patria allo Sheffield Weds (1992-1996) e successivamente gioca nel Falkirk (1996), Bradford City (1996-1997), Sunderland (1997), Burnley (1997-1998) e Torquay Utd (1998), squadra con cui conclude la carriera di calciatore.

### Nazionale
Con la nazionale inglese conta 62 presenze e 6 reti, tra il 1986 e il 1991.
Partecipò al campionato del mondo 1986 in Messico, al campionato d'Europa 1988 in Germania Ovest e al campionato del mondo 1990 in Italia, in cui fallì l'ultimo penalty nella semifinale persa ai tiri di rigore contro la Germania Ovest.

## Palmarès

### Club

#### Competizioni nazionali
- Campionato francese: 3

Olympique Marsiglia: 1989-1990, 1990-1991, 1991-1992
- Northern Premier League: 1

Worksop Town: 2001-2002

### Individuale
- Giocatore dell'anno della FWA: 1

1993
- FA Premier League Player of the Month: 1

Gennaio 1995